# Валерій Філімонов
Валерій Філімонов (латис. Valērijs Fiļimonovs; народився 17 серпня 1979 у м. Рига, Латвія) — латвійський хокеїст, центральний нападник. Виступає за МОДО у Шведській хокейній лізі. 
Виступав за «Юніорс» (Рига), ХК «Рига», «Металургс» (Лієпая), СаПКо, «Фюссен», ХК «Геренталс», «Німан» (Гродно), Металургс Лієпая, МОГО, «Вайт Кап Тюрнгаут» (Бельгія), «Арлан» (Кокчетау, Казахстан), «Призма» (Рига), «Рига 2000».
У складі молодіжної збірної Латвії учасник чемпіонатів світу 1998 (група B) і 1999 (група B).